# Le Sap
Le Sap település Franciaországban, Orne megyében. Lakosainak száma 852 fő (2018. január 1.). Le Sap Chaumont községgel határos.

## Népesség
A település népességének változása:
| Lakosok száma | 1037 | 1010 | 958  | 901  | 939  | 936  | 906  | 989  | 862  | 852  |
|               | 1962 | 1968 | 1975 | 1990 | 1999 | 2008 | 2013 | 2016 | 2017 | 2018 |